# Scène de vie
Scène de vie este cel de-al doilea album de studio al cântăreței franceze Patricia Kaas.

## Conținut
- Ediție Standard:

1. „Générique (Thème Montmajour)” — 0:52
2. „Les Mannequins d'osier” — 3:52
3. „L'Heure du jaz” — 3:56
4. „Où vont les cœurs brisés” — 3:21
5. „Regarde les riches” — 3:39
6. „Les hommes qui passent” — 3:45
7. „Bessie” — 4:08
8. „Tropic Blues Bar” — 4:00
9. „L'Enterrement de Sidney Bechet]” — 3:04
10. „Kennedy Rose” — 3:17
11. „Une Derniere Semaine à New Yorke” — 2:58
12. „Patou Blues” — 3:51
13. „Generique (orchestral)” — 0:53